# Lokalt idrottsgymnasium
Begreppet lokalt idrottsgymnasium i det svenska skolsystemet:
Lokala idrottsgymnasier utvecklas inom respektive kommun, främst för kommunens (skolans) egna elever. Det kan liknas vid det tidigare så kallad "hemortsalternativet". Initiativtagare kan vara intresset utifrån elevernas individuella val, lokala idrottsföreningarnas önskemål eller kommunens/skolans intresse att profilera viss verksamhet.
Omfattning, innehåll och samverkan sker ofta med ortens idrottsföreningar, både beträffande uppläggning och genomförande. Om ersättning för eventuella tränarresurser och specialidrottsanläggningar som utnyttjas ska utgå avgörs av kommunen/skolan.
Verksamheten är även här främst inriktad mot en specialidrott, men många varianter och intressen kan speglas, ex. friskvård, bollspel, racketsport, motion, ledarskap, ergonomi m.fl.